# Пахо, Даниэль
Даниэль Пахо (нем. Daniel Pacho; род. 29 марта 1974, Франкфурт-на-Майне, ФРГ) — немецкий прелат, ватиканский дипломат и куриальный сановник. Заместитель секретаря по многостороннему сектору отношений с государствами Государственного секретариата Ватикана с 26 октября 2022.

## Биография
Даниэль Пахо изучал теологию и философию на богословском факультете в Фульде и во Фрайбургском университете имени Альберта и Людвига.
25 июня 2000 года он принял таинство священства в Фульдской епархии от архиепископа Йоханнеса Дибы. После получения докторской степени по богословию он защитил диссертацию в Папском Григорианском университете на тему «Встреча веры и свободы. Современный поиск улик» за которую от бенедиктинца Эльмар Зальмана получил степень доктора богословия «с отличием».
После обучения в Папской Церковной академии 1 июля 2010 года он поступил на дипломатическую службу Святого Престола. В последующие годы он работал в дипломатических представительствах Святого Престола в Бенине и Танзании. В январе 2018 года он перешёл на службу в Государственный секретариат Ватикана и работал в Отделе по отношениям с государствами, в последнее время в ранге советника нунциатуры.
Капеллан Его Святейшества с 1 октября 2014 года.
10 января 2023 года Папа Франциск назначил его заместителем секретаря по многостороннему сектору отношений с государствами в отделе Государственного секретариата Ватикана по отношениям с государствами и международными организациями. В этой роли он заменил Франческу Ди Джованни.